# 游彤葳
游彤葳（1995年1月31日—），台灣女演員、YouTuber。華岡藝術學校、中國文化大學戲劇系畢業。於2020年經營YouTube頻道至今。

## 生平
游彤葳從高中時期就開始演戲，出演舞台劇和各種小角色，大學開始有接觸平面廣告的拍攝，但因為演員的工作不穩定，於是投身汽車業務開始賣車。原退出螢光幕前賣車的游彤葳，因賣車的照片被網友發上網，被封為「仙女級業代」、「車代女神」爆紅，後來在朋友的介紹下，簽約經紀公司，重返螢光幕前。

## 頻道
頻道風格多元，舉凡人性、心理學、人際關 係、暗黑戀愛、兩性話題、感情話題、等，皆有獨到見解，話題性十足

## 戲劇
| 年份      | 名稱                            | 飾演    |
| --------- | ------------------------------- | ------- |
| 2016      | 網路成癮女孩的困擾 - 只有妳知道 |         |
| 2019      | 通靈少女                        | Sabrina |
| 2020-2021 | 社畜時代                        | 班底    |
| 2024-2025 | 青春vip                         | 張心茹  |

## MV
| 年份 | 歌手   | 曲目                  |
| ---- | ------ | --------------------- |
| 2019 | 許維芳 | 微笑的語言 環島追夢版 |
| 2021 | 劉學甫 | 純粹                  |

## 外部連結
YouTube上的游彤葳頻道